# De otio
Il De otio è il sesto dei Dialoghi di Lucio Anneo Seneca (ottavo libro, considerando che il De ira è in tre libri). Il libro si apre con l’autore che riflette e indaga sulla possibilità di trovare uno Stato in cui esercitare i suoi pensieri coerentemente, giunge con l’affermare che nessuno Stato rappresenta i suoi valori e che continuerà a dedicarsi alla vita contemplativa.

## Introduzione
Nel 62 Seneca prende congedo da Nerone, chiudendo la sua parabola politica con la constatazione dell'impossibilità di riformare l'impero. Ma uscire dalla reggia sbattendo la porta era pericoloso: il discorso di commiato, che Tacito negli Annales (XIV, 53-54) riporta (seppur rielaborato), è un capolavoro di prudenza, nel senso originario di mondana saggezza. Da questa stessa temperie sorge anche la giustificazione teoretica dettata dalla sapienza, il De otio, indirizzata all'amico e sodale Annio Sereno per esporre le ragioni dottrinarie per cui non è difforme dai principi stoici la scelta di ritiro dagli affari pubblici. Quell'otium che nel De brevitate vitae campeggia come scelta immediata di fuga dal folle mondo descritto, qui nel De otio deve dimostrare la sua liceità alla luce del principio stoico che il sapiente non deve abbandonare la vita attiva volta al bene comune, a differenza del sapiente voluto da Epicuro la cui ricerca del piacere personale schiva, e lo teorizza, le tempeste e i tumulti della vita pubblica.
Pertanto il tono di questo dialogo è pacatamente dimostrativo, volto al ragionamento teorico, ravvivato semmai non dal sarcasmo come nel De brevitate, ma da una sottile vena ironica che lievemente irride all'interpretazione troppo rigida dei precetti stoici di cui è portavoce l'amico Sereno:

## Mutevolezza del vizio
I vizi godono del prestigio d'un grande consenso. Secedere (andare in disparte) se non altro terrà lontano questo maligno influsso della folla che c'impedisce di stare saldi su un giudizio preso, che viene facilmente distorto quando è ancora debole da qualcuno che possa addurre in contrario l'esempio dei più. Mentre in disparte ci si può mettere innanzi gli esempi degli ottimi e scegliere quello su cui regolare stabilmente la nostra vita. Ma ciò è possibile solo nell'otium (ritiro).
Tra tutti gli altri mali pessimo è quello per cui passiamo da un vizio all'altro. I nostri giudizi non solo sono prava (storti) ma anche levia (mutevoli): ci piace un vizio dietro l'altro, lasciamo quanto preso, riprendiamo quanto lasciato e alternativamente siamo sballottati tra desiderio e pentimento. È che dipendiamo dai giudizi altrui e riteniamo ottimo ciò che i più lodano e ricercano come ottimo invece di ciò che dev'essere lodato e ricercato perché ottimo. Non stimiamo buona o cattiva la via per sé ma dalla massa d'impronte che la segnano, anche se non ve n'è alcuna di chi torni indietro. 
L'allusione è alla famosa favola degli animali che vanno alla tana del leone senza che alcuno ritorni perché vi trova la morte. La via dei più è dunque la via della perdizione. Ma ciò, obietta Sereno, non è abbandonare il principio stoico di condurre vita attiva?

## Otiumepicureo eotiumstoico
Infine, argomenta Seneca, la differenza sostanziale nella scelta dell'otium tra epicurei e stoici consiste in questo: che Epicuro sceglie preventivamente di non accostarsi alla vita pubblica a meno che intervengano fattori esterni a intralciare la scelta; Zenone invece fa scelta prioritaria di vita pubblica a meno che fattori esterni ne impediscano l'accesso:
Ma questa causa, soggiunge Seneca, late patet: è largamente diffusa. Motivi personali e motivi ambientali possono intrecciarsi nell'impedire al sapiente di occuparsi di cosa pubblica: la mancanza di forza fisica (ma anche politica) per poter intervenire efficacemente, la bassa condizione sociale che impedisce l'accesso alla vita politica, lo stato di corruzione, di disfacimento della res publica tale che ogni rimedio sia vano. In questi e consimili casi il sapiente non si sforzerà invano, ma invece di tentare inutilmente di giovare ai più, gioverà solo ai prossimi, e se neppure ciò sia possibile gioverà almeno a se stesso; opera anch'essa di pubblica utilità in quanto migliorare se stesso prepara una persona che potrà essere utile se vi sarà ventura d'accedere alla politica. Del resto, annota Seneca, se io non seguo i precetti stoici, seguo però l'esempio dei loro maestri, che per vari motivi fin dal capostipite Zenone mai si sono potuti occupare attivamente di politica. Ma chi sosterrà che la loro vita privata sia stata meno utile che se avessero avuto cariche pubbliche civili o militari? Gli si può chiedere forse di più che di rendersi simile, d'imitare l'esempio dei suoi maestri?
Così, man mano, l'otium da eccezione diviene regola.

## Le dueres publicae
Ogni uomo appartiene a due res publicae: l'una grande e veramente pubblica che comprende il mondo intero, contenendo uomini e dèi, di cui misura e termine di cittadinanza è il corso del sole; l'altra ristretta nell'angolo di mondo sortito per nascita: Atene, Cartagine o altra città che sia. La prudenza qui come in tutto il dialogo non farà mai pronunciare a Seneca il nome della città che egli aveva in mente: Roma. Alcuni si prestano per l'una e l'altra repubblica, altri solo per l'una, altri ancora per l'altra. Ma ci si può porre a servizio di questa maggiore anche facendo vita ritirata, se non persino meglio nel ritiro. Tale servizio non è altro che l'indagine cosa sia virtù, cosa sia Dio, come sia fatta la natura, coincidendo con la vita contemplativa. Cosa presta a Dio chi vi si dedica? Che le sue grandi opere non restino senza testimone.
Se il sommo bene per gli stoici è vivere secondo natura, nulla è più naturale della curiositas (desiderio di conoscenza), che fa affrontare viaggi pericolosi per vedere terre e costumi nuovi, che fa leggere i libri delle storie antiche, che fa prestare vivo interesse a racconti e favole o assembra le folle agli spettacoli. Cosciente della sua arte e bellezza, la natura ci ha dato quest'ingegno curioso perché potessimo ammirare il suo splendido spettacolo che sarebbe andato perso senza spettatori. Per rendersi conto di ciò basta considerare la postura eretta dell'uomo e la sua testa posta su un collo flessibile per cui leva lo sguardo al cielo e segue intorno il volgersi degli astri. Ben secondo natura vivo, conclude Seneca, se voglio indagare a fondo i segreti della natura e del Dio che la regge. Né d'altra parte v'è vita contemplativa che non abbia anche parte di vita attiva e viceversa, in modo da soddisfare anche la naturale propensione all'azione:

## Le tre vite
Tre sono i generi di vita tra i quali si ricerca ciò che è ottimo: il primo lo cerca nel piacere, il secondo nella contemplazione, il terzo nell'azione. Ma, messo da parte l'astio tra i loro seguaci, si può vedere che sotto diversi titoli i tre che sono pervengono tutti alla stessa meta: non c'è piacere senza contemplazione, non c'è contemplazione senza piacere, non c'è azione senza contemplazione. Se anche c'è differenza grande quanto si voglia tra ciò che è ottenuto di proposito e ciò che viene come accessorio d'un altro proposito, una cosa non può stare senza l'altra. Anche Epicuro, che la nostra scuola male stima, non accetta un piacere inerte ma quello che la ragione gli rende saldo. E la sua setta partecipa anche dell'azione, se è vero che Epicuro stesso afferma che rifuggirà il piacere se a questo segua il pentimento, e che ricercherà il dolore se ciò gli eviti dolore maggiore.
Dunque tutti approvano la contemplazione, conclude Seneca, anche se per noi stoici è una sosta, non il porto (la destinazione finale).
Del resto, affonda il ragionamento Seneca, Crisippo stoico ammette la vita ritirata proprio come scelta non come semplice ripiego. Che se i nostri maestri negano che il sapiente debba accedere a qualunque repubblica, fatto un esame accurato di tutte le repubbliche, a quale potrà davvero accedere? L'ateniese che manda a morte Socrate e mette in fuga Aristotele per evitare la stessa fine? In essa opprimit invidia virtutes (l'invidia schiaccia le virtù). Quella cartaginese crudele oltremodo coi nemici e infesta verso tutti i migliori anche se concittadini? In essa summa [est] aequi ac boni vilitas (il prezzo più basso è assegnato al giusto e al bene). Inutile continuare, conclude Seneca, che anche qui evita di aggiungere l'esempio di Roma, ma se la repubblica che ci raffiguriamo non esiste, l'otium diventa l'unica scelta possibile, non esistendo ciò che gli si possa preferire. E il libro termina coll'ironico paragone già citato della navigazione lodata in astratto e vietata in concreto.
A questo punto della vita di Seneca, avendo constatato che Roma, che aveva inglobato ogni res publica, non era res publica adatta al sapiente, l'otium, la vita contemplativa non era più, con rigore stoico, statio (sosta e ritempramento per l'azione) ma, similmente a Epicuro, portus (meta ultima della sua via alla sapienza).
| Controllo di autorità | VIAF (EN) 105149841872802840468 · LCCN (EN) n2002034458 · GND (DE) 4386568-9 · BNF (FR) cb123697427 (data) · J9U (EN, HE) 987007446736005171 |